# Hans-Werner Lienau
Hans-Werner Lienau (* 1955) ist ein deutscher Geologe.

## Leben
Er studierte an der Universität Hamburg und erwarb 1984 mit der Arbeit Die marinen Deckschichten (Mitteleozän–Unteroligozän) der Helmstedter Braunkohlen (Niedersachsen, BRD) den Abschluss als Diplom-Geologe.
Anschließend war er bis Ende 1989 als wissenschaftlicher Mitarbeiter von Ehrhard Voigt und Lehrbeauftragter am Geologisch-Paläontologischen Institut und Museum seiner Alma Mater tätig. Währenddessen war er in ein Forschungsprojekt zu kretazischen und altpaläogenen Bryozoen eingebunden. Schließlich spezialisierte er sich auf die Evolution von Haien und Rochen.
Zwischen 1989 und 1992 amtierte Lienau als Sekretär und stellvertretender Vorsitzender der Gesellschaft für Geschiebekunde und zwischen Januar 1990 und Dezember 1992 war er Kustos des Archives für Geschiebekunde der Universität Hamburg. Während dieses Zeitraumes zeichnete er auch für die redaktionelle Betreuung der wissenschaftlichen Fachzeitschrift Geschiebekunde Aktuell verantwortlich und konzipierte die Wanderausstellung „Geschiebe – Boten aus dem Norden“. Im Januar 1994 machte er sich als Veranstalter geowissenschaftlicher Exkursionen sowie als Verleger für Unterrichtsskripte und Exkursionsführer selbständig. Bereits seit 1985 hatte er darüber hinaus geologische sowie paläontologische Kurse an den Volkshochschulen in Hamburg und Reinbek unterrichtet.

## Publikationen (Auswahl)

### Monographien
- Hans-Werner Lienau: Vom Urknall bis zum Steinesammeln. Selbstverlag, Hamburg, 1986.
- Hans-Werner Lienau: Exkursionsführer zum Westharz. Selbstverlag, Hamburg, 1987.
- Hans-Werner Lienau: Das Ordovizium des Siljan-Gebietes (Dalarna, Mittel-Schweden). Geschiebekunde Aktuell, Sonderheft 1, Dezember 1989, Seiten 1–26.
- Hans-Werner Lienau: Ausstellungskatalog: Geschiebe – Boten aus dem Norden. Geschiebekunde Aktuell, Sonderheft 2, August 1990, Seiten 1–115.
- Hans-Werner Lienau: Geschiebe – Boten aus dem Norden. Paco-Verlag, 2003, ISBN 978-3-930467-00-6.

### Artikel in Fachzeitschriften
- Hans-Werner Lienau: Über Fischreste in Beyrichienkalken (Dritter Teil). In: Der Geschiebesammler. Jahrgang 14, Heft 2/3, 1980, Seiten 53–78.
- Hans-Werner Lienau: Die Evolution der Wirbeltiere. In: Der Geschiebesammler. Jahrgang 17, Heft 2, 1983, Seiten 61–94.
- Hans-Werner Lienau: Wachstumsanomalie an einem Zahn von Procarcharodon (Selachii, Chondrichthyes) aus den obereozänen Gehlbergschichten von Helmstedt (Niedersachsen). In: Paläontologische Zeitschrift. Jahrgang 59, Heft 3/4, 1984, Seiten 301–310.
- Hans-Werner Lienau: Heuschreckenkrebse aus dem Geschiebe. In: Der Geschiebesammler. Jahrgang 19, Heft 1, 1985, Seiten 1–8.
- Hans-Werner Lienau: Die Entwicklung der Hautbedeckung bei Fischen. In: Geschiebekunde Aktuell. Jahrgang 6, Heft 4, November 1990, Seiten 113–125.
- Hans-Werner Lienau: Biologie der Trilobiten. In: Geschiebekunde Aktuell. Jahrgang 7, Heft 3, August 1991, Seiten 111–128.
- Hans-Werner Lienau: Die Entwicklungsgeschichte der nordeuropäischen Meere. In: Geschiebekunde Aktuell. Jahrgang 8, Heft 2, Juni 1992, Seiten 83–108.
- Hans-Werner Lienau; Fritz-Nielsen Wissing: Beiträge zur Mikropaläontologie, 5. Die Sedimente. In: Geschiebekunde Aktuell. Jahrgang 9, Heft 1, Februar 1993, Seiten 17–26.

### Beiträge in Sammelwerken
- Hans-Werner Lienau: Haie und Rochen aus dem Sylter Ober-Miozän. In: Ulrich von Hacht (Hrsg.): Fossilien von Sylt II. Verlag und Verlagsbuchhandlung Inge-Maria von Hacht, Hamburg, 1987, Seiten 19–76, ISBN 978-3-925264-01-6.
- Hans-Werner Lienau: Ein Fischrest (Heterostraci, Agnatha) in Lavendelblauem Hornstein (ob. M-Ordovizium–O-Silur) von Sylt. In: Ulrich von Hacht (Hrsg.): Fossilien von Sylt III. Verlag und Verlagsbuchhandlung Inge-Maria von Hacht, Hamburg, 1990, Seiten 211–218, ISBN 978-3-925264-02-3.
- Hans-Werner Lienau: Das Brodtener Ufer und seine Geschiebe. In Werner K. Weidert (Hrsg.): Klassische Fundstellen der Paläontologie, Band II. Goldschneck-Verlag, Korb, 1990, ISBN 978-3-926129-05-5, Seiten 248–254.